# Drosophila bogoriensis
Drosophila bogoriensis este o specie de muște din genul Drosophila, familia Drosophilidae, descrisă de Mainx în anul 1958. Conform Catalogue of Life specia Drosophila bogoriensis nu are subspecii cunoscute.